# Stanisław Pieniążek (genealog)
Stanisław Pieniążek (ur. 2 grudnia 1939 w Sulejówku, zm. 27 września 2018) – polski marynarz, steward, barman, genealog.

## Życiorys
Urodził się 2 grudnia 1939 roku w Sulejówku, syn Stanisława i Janiny z d. Królak. W 1946 roku zamieszkał w Gdańsku, gdzie ukończył szkołę powszechną. W latach 1954–1960 uprawiał sport: piłkę nożną, boks i żeglarstwo. W latach 1955–1958 pracował w Przedsiębiorstwie Robót Czerpalnych i Podwodnych w Gdańsku. W latach 1958–1960 odbył służbę wojskową w jednostce Marynarki Wojennej w Helu. W 1963 roku zawarł związek małżeński z Elżbietą Krela. W 1969 roku zamieszkał w Gdyni. W latach 1961–1975 pracował na stanowisku stewarda, na statkach Polskich Liniach Oceanicznych, a w latach 1975–1996 pracował na stanowisku stewarda i barmana na statkach Polskiej Żeglugi Bałtyckiej. W 1996 roku przeszedł na emeryturę. Zmarł 27 września 2018 roku.

## Działalność genealogiczna
Na emeryturze zainteresował się badaniami genealogicznymi własnych przodków, a następnie stał się profesjonalnym znawcą tematyki i zasobów genealogicznych, współpracującym z zagranicznymi biurami i instytucjami genealogicznymi. 
28 czerwca 2005 roku wspólnie z Joanną Jędrzejowską i Anną Stachowską zgłosili do Urzędu Miejskiego w Gdyni, informację o utworzeniu Pomorskiego Towarzystwa Genealogicznego, które 7 lipca zostało zarejestrowane. 18 września 2005 roku w Osiedlowym Domu Kultury w Gdyni odbyło się pierwsze spotkanie PTG, którego został pierwszym prezesem. Jego członkowie jako pierwsi w Polsce sfotografowali wszystkie księgi metrykalne z Archiwum Diecezji Pelplińskiej i wszystkich parafii tej diecezji. Towarzystwo stworzyło pierwszą w Polsce pracownię komputerową z bazą archiwalnych ksiąg metrykalnych.
W 2006 roku wspólnie z Arturem Ornatowskim zainicjował powołanie Polskiego Towarzystwa Genealogicznego.

## Rodzina
- Szczepan Pieniążek (1913–2008) – profesor nauk rolniczych w SGGW, wiceprezes Polskiej Akademii Nauk.
- Norman Pieniążek (ur. 1946) –  polski i amerykański genetyk, również genealog, doktor nauk przyrodniczych.

## Publikacje
- Stanisław Leszek Pieniążek, Refleksje absolwenta szkoły podstawowej wierszem pisane. Gdynia 2010

## Wyróżnienia
- Genealog Roku (2015)[6]